# Набатеи
Набатеи (греч. Ναβαταιοι, лат. Nabataei) — полукочевой семитский народ, создавший царство на территории Идумеи и Заиорданья.
Набатеи не оставили о себе письменных памятников, кроме нескольких надписей. Их история известна главным образом из источников на греческом и латинском языках. Большинство таких источников считает набатеев арабами. Язык набатеев был близок к арабскому, но писали они на арамейском.
Религия набатеев была синкретическая и, несмотря на греческую форму, сохраняла удельные астральные элементы. Очень долго сохраняли язычество.
Племена набатеев закрепились на юге Заиорданья и Негеве в III в. — начала II в. до н. э. Сначала евреев и набатеев сближала общая угроза со стороны Селевкидской Сирии. Так в 169 году до н. э. первосвященник Ясон искал убежища у царя набатеев Харитата I. В конце II века до н. э., когда Сирия и Египет ослабли, набатеи создали царство, контролировавшее караванные пути в пустынных и полупустынных районах южного Иордана и Негева. Тогда же началась экспансия набатеев на север, которая привела к столкновениям с Иудеей.
Набатейское царство потеряло политическую независимость в 106 году и было превращено в римскую провинцию Аравия с главным городом Босра в Хауране. С распространением ислама набатеи исчезли с исторической арены.
Набатеи достигли значительных успехов в торговле, архитектуре и изобразительном искусстве. Особенно интересны достижения набатеев в земледелии: они выработали оригинальные методы водоудержания, что позволило им превратить значительные площади полупустыни в цветущие сельскохозяйственные оазисы. Некоторые данные о набатейских методах водосбора и водоудержания, полученные при археологических раскопках, применяются и учитываются при освоении новых сельскохозяйственных площадей в Негеве.

## Галерея

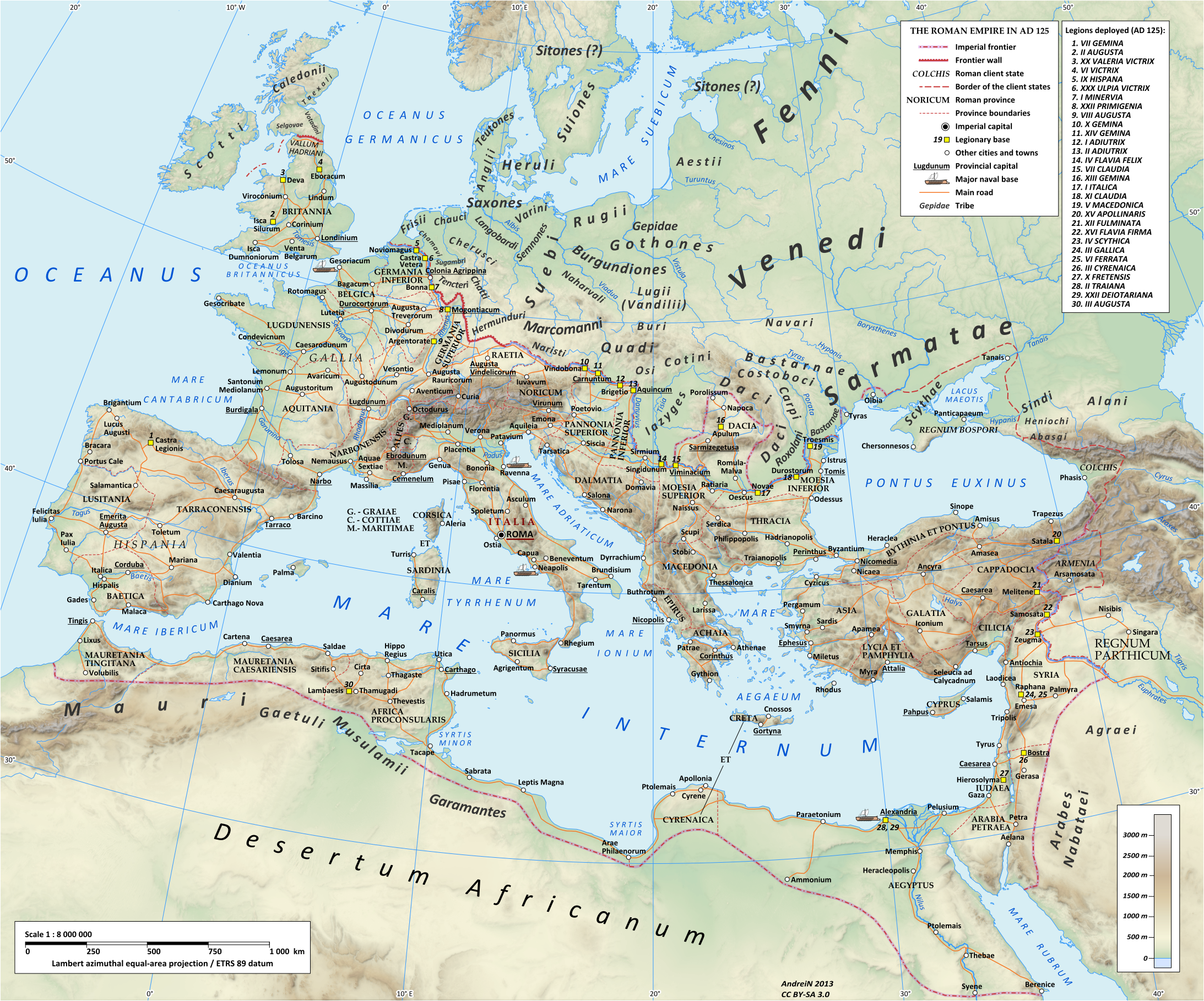
Карта Римской империи под руководством Адриана (правил в 117–138 гг.), показывающая местонахождение Аравии Набатейской в пустынных районах вокруг римской провинции Аравия Петрейская
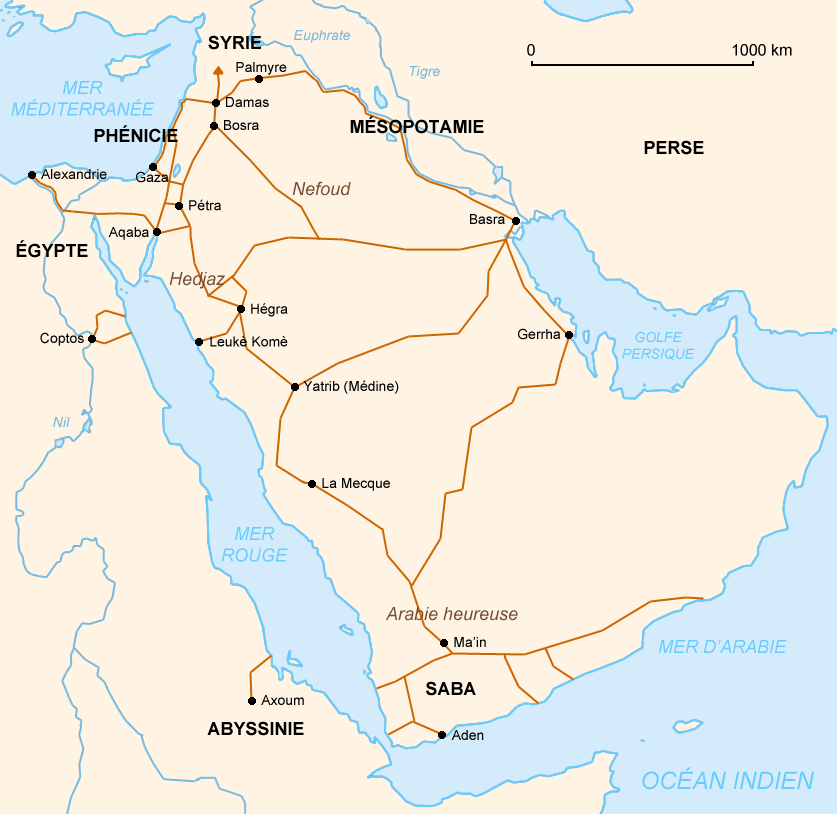
Набатейские торговые пути
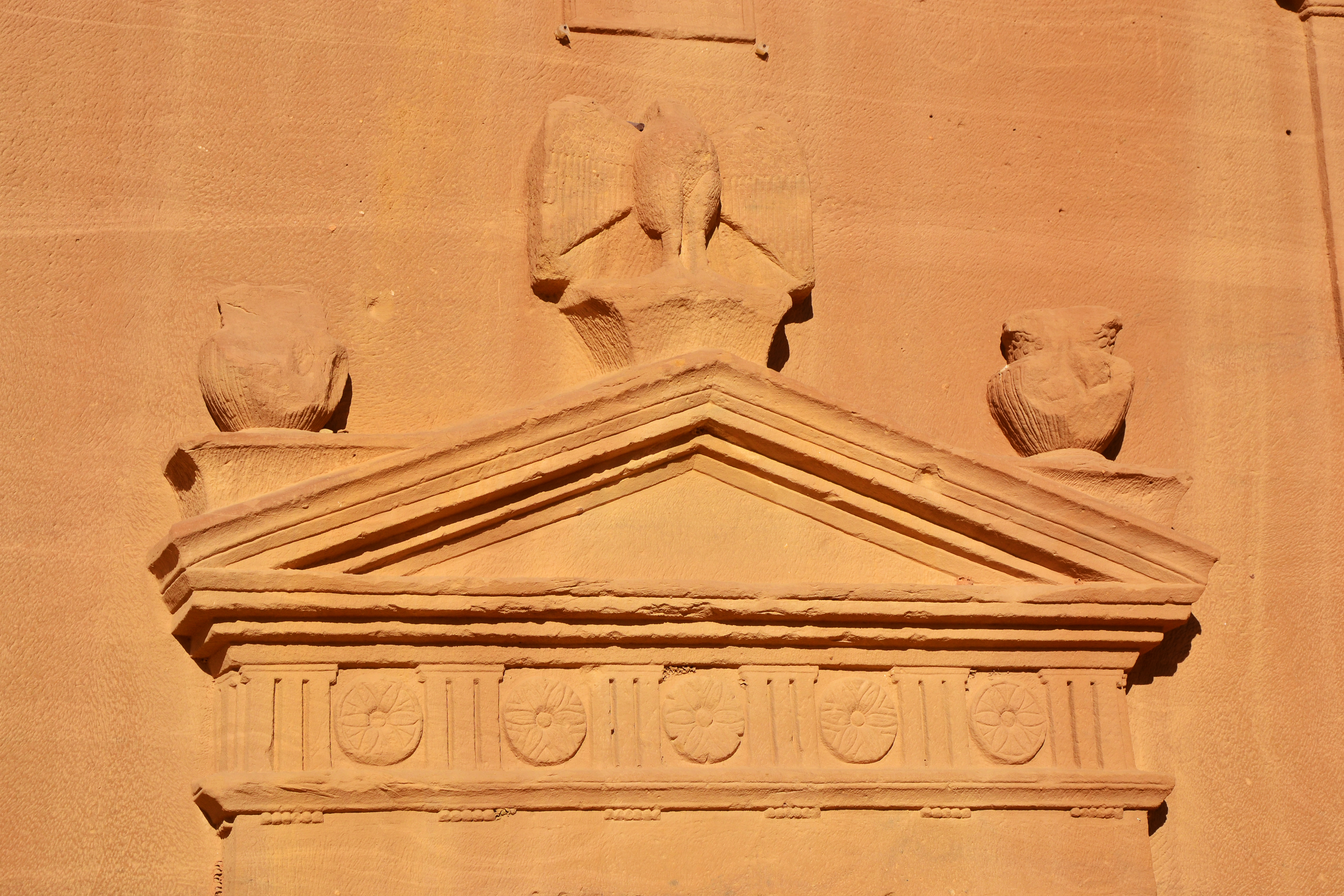
Орёл на фасаде гробницы, представляющий стражу Душары против злоумышленников в Мадаин-Салих, Хиджаз, Саудовская Аравия
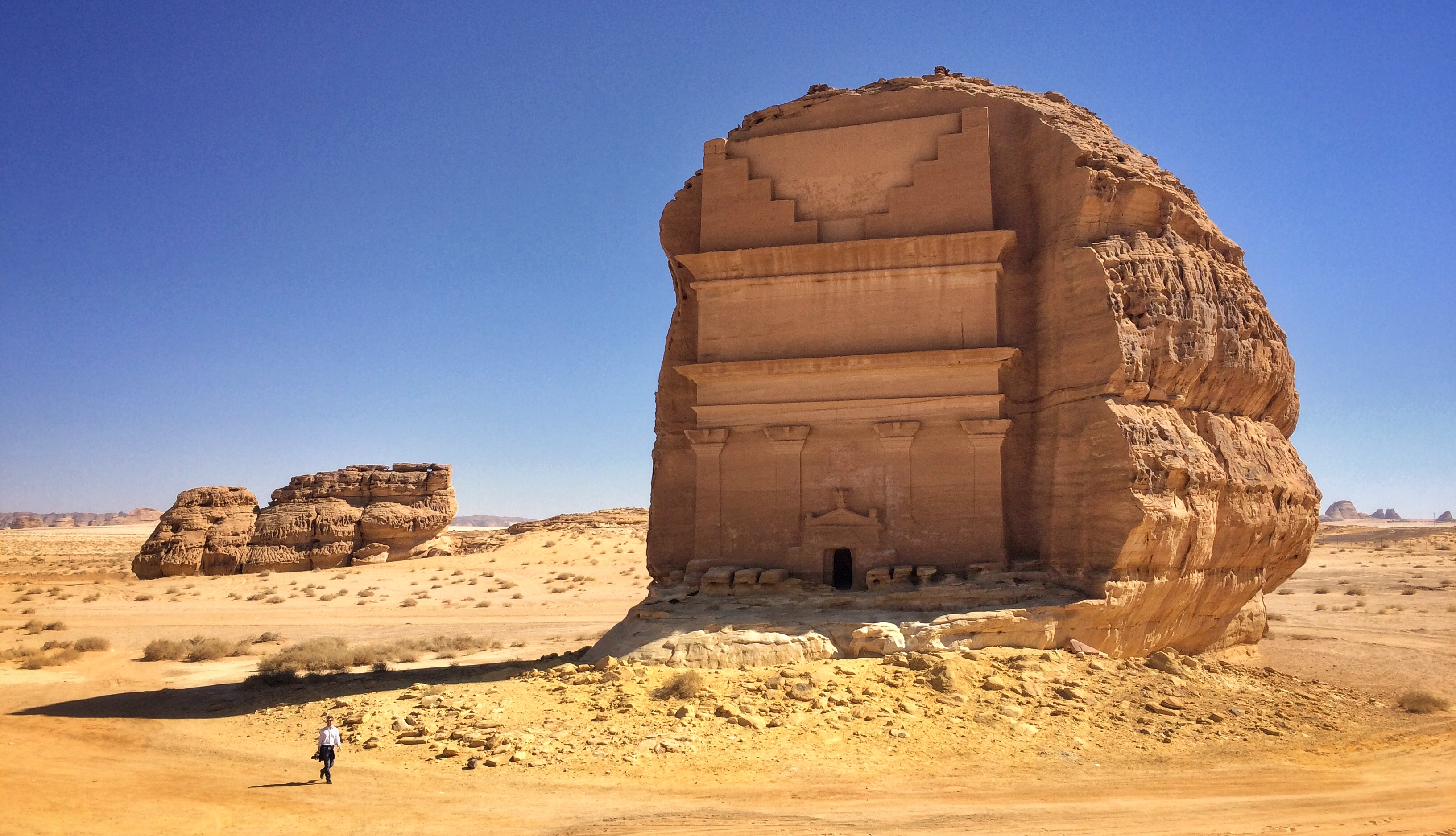
Каср аль-Фарид, самая большая гробница в Мадаин-Салих
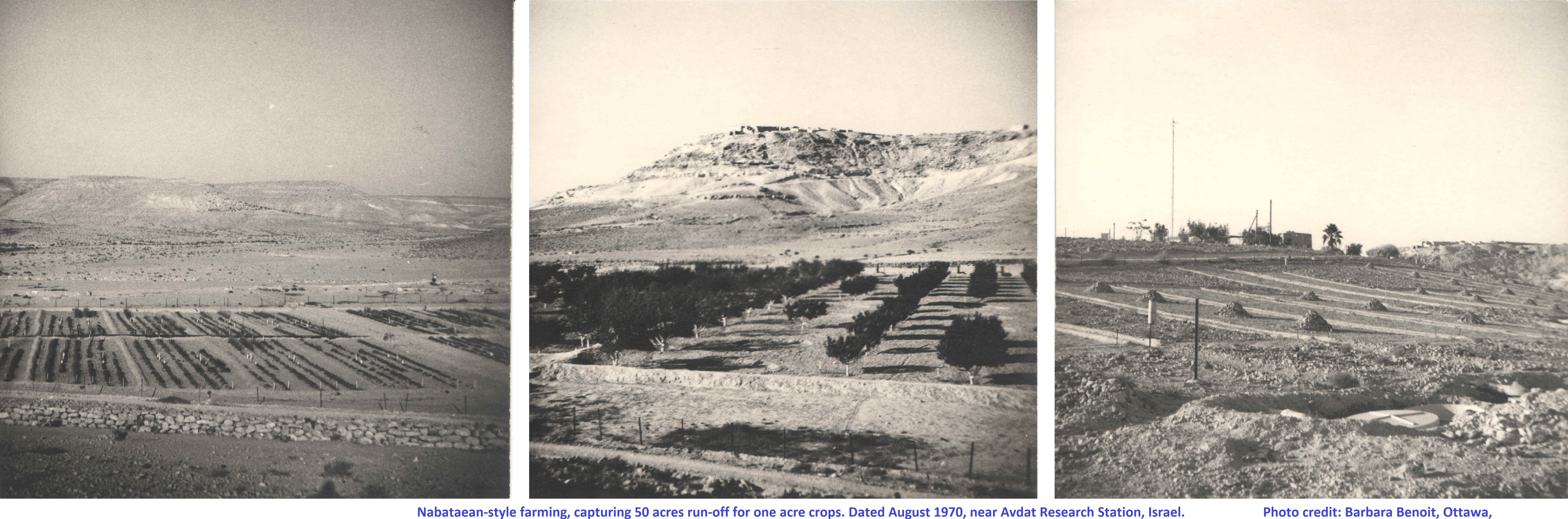
Набатейское земледелие, собирающее 50 акров сточной воды на один акр сельскохозяйственных культур
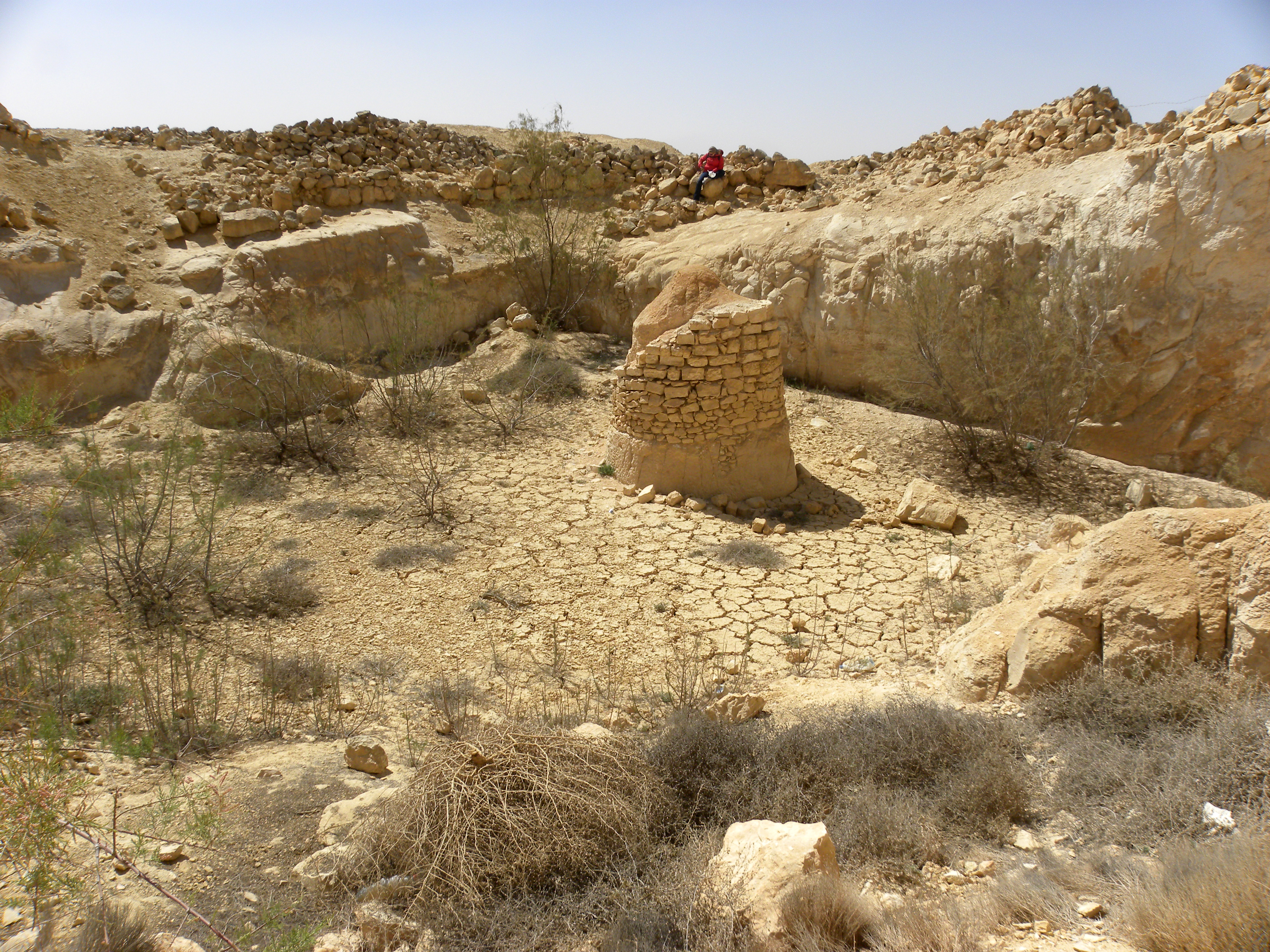
Остатки набатейского водоёма к северу от махтеша Рамона, юг Израиля
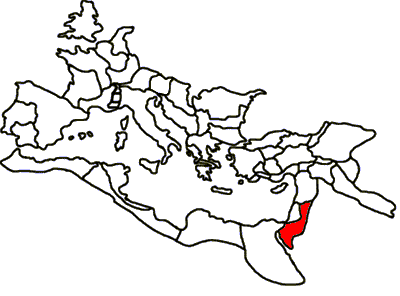
Римская провинция Аравия Петрейская, созданная из Набатейского царства
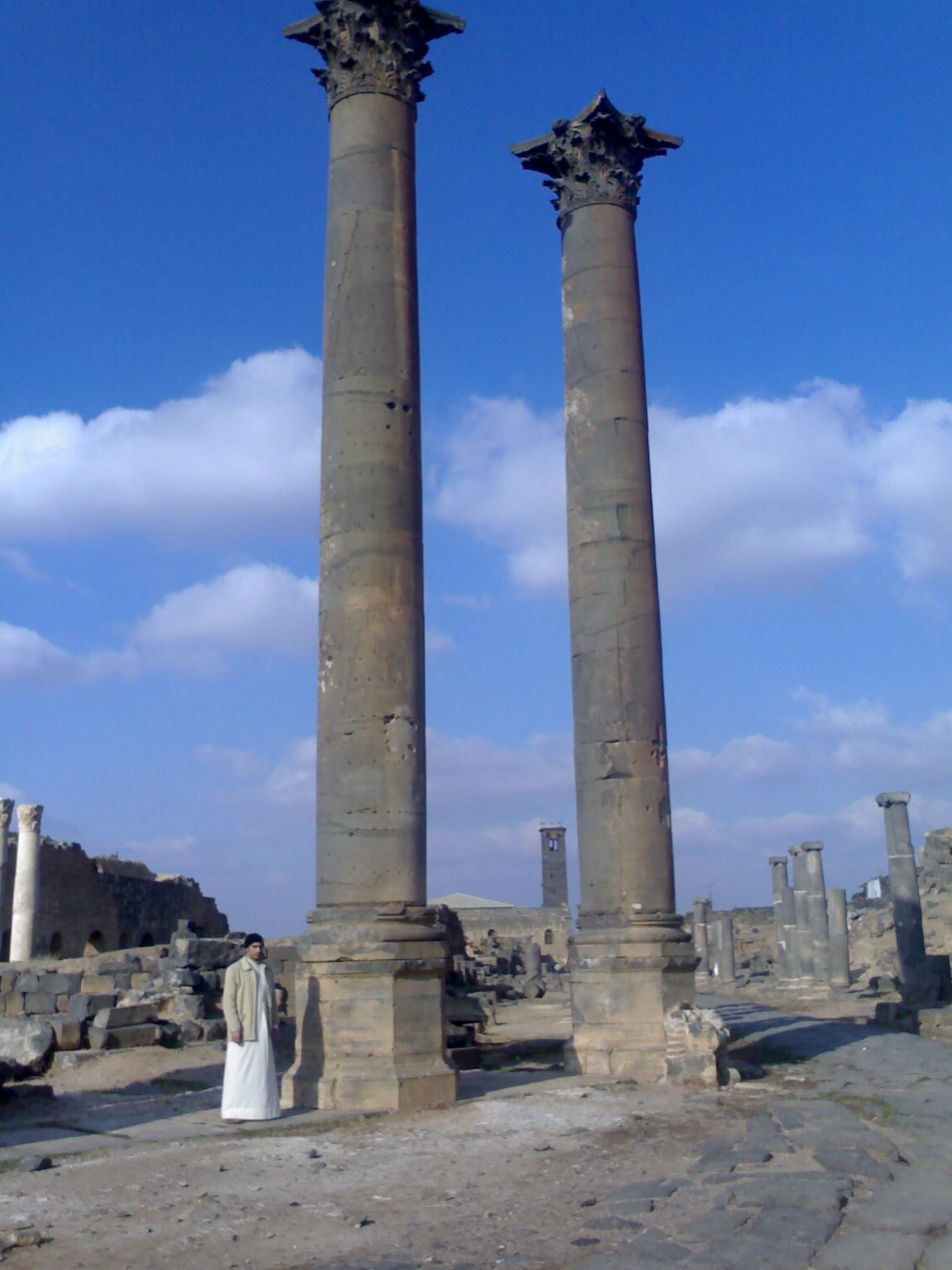
Громадные набатейские колонны стоят в Босре, Сирия